# Rubus undabundus
{{#ifeq:0|0|{{#if:Rubus undabundus|{{#if:|[[]}}|[[]]}}}}
Rubus undabundus — вид квіткових рослин родини трояндових (Rosaceae).

## Поширення
Поширення: Крим, Північний Кавказ.
В Україні росте у гірському Криму.